# Taalcoach
Een taalcoach is een vrijwilliger die inburgeraars helpt bij het leren van de Nederlandse taal en hoe men in Nederland woont en werkt. De taalcoach bestaat ook in Vlaanderen. Taalcoaches worden ook wel taalmaatjes of taalbegeleiders genoemd.
Een zogenaamd taalkoppel bestaande uit een taalcoach en een inburgeraar hebben gedurende een jaar wekelijks een paar uur contact met elkaar. Om Nederlands te spreken, maar ook om samen activiteiten te ondernemen en de inburgeraar kennis te laten maken met onze maatschappij en contacten te laten leggen met Nederlanders.
Door het ministerie van VROM is in 2008 een bedrag beschikbaar gesteld om in gemeenten taalcoachprojecten op te starten. In totaal is het de bedoeling dat in de periode tot 1 januari 2012 ruim 19.000 taalkoppels worden gevormd.
Het taalcoachproject is bedoeld als een aanvulling op de reguliere inburgeringstrajecten. Vijf landelijke organisaties, waaronder VluchtelingenWerk Nederland en Humanitas, hebben met de ministeries een convenant getekend om van het project een succes te maken.